# رأس فالكون
رأس فالكون هو رأس جزائري يقع في بلدية عين الترك بولاية وهران . تشكل الطرف الغربي لخليج وهران .
امتلك أجداد المغني الفرنسي إتيان داهو محل بقالة في كاب فالكون، حيث قضى عطلاته؛ Cap Falcon هو أيضًا عنوان أغنية من ألبومه التاسع L'Invitation.